# Kiss the Sky (Jimi Hendrix)
Kiss the Sky è un album musicale compilation del musicista rock statunitense Jimi Hendrix; pubblicato postumo dalla Polydor Records nel novembre 1984.

## Il disco
Il titolo dell'album deriva da una strofa della canzone Purple Haze. La traccia Red House viene indicata nelle note interne del disco come la "unedited version" ("versione non editata") che include pochi secondi di chiacchiere in studio prima dell'inizio della canzone. Stepping Stone è qui presentata nella versione originale del singolo della Band of Gypsys. Killing Floor proviene dall'esibizione della Jimi Hendrix Experience al Monterey Pop Festival del 1967 (inedita all'epoca).

## Tracce
1. Are You Experienced?
2. I Don't Live Today (live)
3. Voodoo Child (Slight Return)
4. Stepping Stone
5. Castles Made of Sand
6. Killing Floor (live)
7. Purple Haze
8. Red House
9. Crosstown Traffic
10. Third Stone from the Sun
11. All Along the Watchtower

### Dettagli di registrazione
- Traccia 2 registrata dal vivo alla San Diego Sports Arena, San Diego, California, il 24 maggio 1969
- Traccia 6 registrata dal vivo al Monterey Pop Festival il 18 giugno 1967

## Formazione
- Jimi Hendrix - chitarre, voce, coro di sottofondo (traccia 9), basso (traccia 11)
- Noel Redding - basso
- Mitch Mitchell - batteria
- Billy Cox - basso (traccia 4)
- Buddy Miles - batteria (traccia 4)